# Wilhelm Böllersen
Wilhelm Böllersen (* 10. August 1905 in Heyersum, Kreis Alfeld; † 3. Dezember 1998) war ein deutscher Politiker (SPD) und Abgeordneter des niedersächsischen Landtages.

## Biografie

### Ausbildung und Beruf
Der gelernte Elektriker Böllersen war als Grubenelektriker bei den Burbach-Kaliwerken bis zum September 1946 beschäftigt.

### Politik
Bereits seit 1919 war Böllersen in der Freien Gewerkschaft und der Sozialistischen Arbeiterjugend organisiert. Seit 1925 gehörte er der SPD an. Später wurde er Geschäftsstellenleiter des Industrieverbandes Bergbau in Hildesheim.
Von 1947 bis 1951 war Böllersen Landtagsabgeordneter in Niedersachsen. Der Landtag wählte ihn zum Mitglied der zweiten Bundesversammlung, die 1954 Theodor Heuss als Bundespräsident wiederwählte.

### Öffentliche Ämter
Von 1946 bis 1948 war Böllersen Bürgermeister in Barnten. Von 1957 bis 1974 war er Landrat des Kreises Springe.

### Ehrungen
- Die Marie-Juchacz-Plakette der Arbeiterwohlfahrt wurde ihm 1981 verliehen.
- Die Landrat-Wilhelm-Böllersen-Straße in Nordstemmen erhielt seinen Namen.
- Die Landrat-Wilhelm-Böllersen-Halle in Barnten wurde nach ihm benannt.